# Sehradice
Sehradice jsou obec v okrese Zlín ve Zlínském kraji. Je položena v údolí Horní Olšavy ve výšce 316 metrů při silnici z Dolní Lhoty do Loučky. Žije zde 684 obyvatel.

## Historie
Název Sehradice čteme poprvé v roce 1261 v přídomku držitelů hradu Sehradice (Engelsberk – Sehrad) ve stížnosti opata vizovického kláštera papeži na sídlo loupeživých rytířů a přímo jmenuje jejich majitele bratry „Iessek et Staschek fratres de Ingraditz (Zhragitz), tedy Ješek a Stašek, bratři ze Sehradic“. Tento název se týkal nedalekého hradu. Obec Sehradice však může být starší, protože vždy byla součástí rozsáhlého biskupského léna se správním centrem Engelsberkem (castrum Engelsperk), zmiňovaným ve falzu zakládací listiny vizovického kláštera Rosa Mariae – Smilheimu, původem se hlásícímu k roku 1261. (Na přelomu 14. a 15. století začíná převládat pojmenování hradu Sehradice (Sehraditz castrum), později Sehrad, někdy také Tetov, pravděpodobně podle pozdějších majitelů Tetourů z Tetova).
Roku 1518 byl hrad Sehradice již pustý. Roku 1553 právě Václav Tetour z Tetova získal „pustý hrad Sehradice, vsi Nové Sehradice, Lhotu Vyšší, Lhotu Nižší, Nevšovú, Radimov, ves pustú Vasil a ves pustú Oustí…“ V roce 1613 koupil lenní Sehradice František Serényi.
Sehradice byly vždy typickou zemědělskou obcí s pěstováním obilí a brambor, tradici mělo i ovocnářství a včelařství. Značnou část katastru Sehradic pokrývají lesy, které byly v historii po celá staletí předmětem sporů, neboť právě těmito lesy probíhaly hranice panství.

## Obyvatelstvo
| Rok            | 1869 | 1880 | 1890 | 1900 | 1910 | 1921 | 1930 | 1950 | 1961 | 1970 | 1980 | 1991 | 2001 | 2011 | 2021 |
| -------------- | ---- | ---- | ---- | ---- | ---- | ---- | ---- | ---- | ---- | ---- | ---- | ---- | ---- | ---- | ---- |
| Počet obyvatel | 527  | 567  | 590  | 548  | 591  | 573  | 592  | 634  | 737  | 700  | 720  | 750  | 745  | 705  | 637  |
| Počet domů     | 92   | 100  | 102  | 102  | 104  | 104  | 114  | 135  | 137  | 142  | 173  | 205  | 211  | 226  | 238  |

## Obecní správa

### Obecní symboly
Znak a vlajka byly obci uděleny rozhodnutím předsedy Poslanecké sněmovny Parlamentu České republiky dne 26. května 2000.

## Pamětihodnosti
- Kamenný kříž (chráněná památka lidového charakteru, uveden v seznamu nemovitých kulturních památek pod č. 2070).

## Galerie

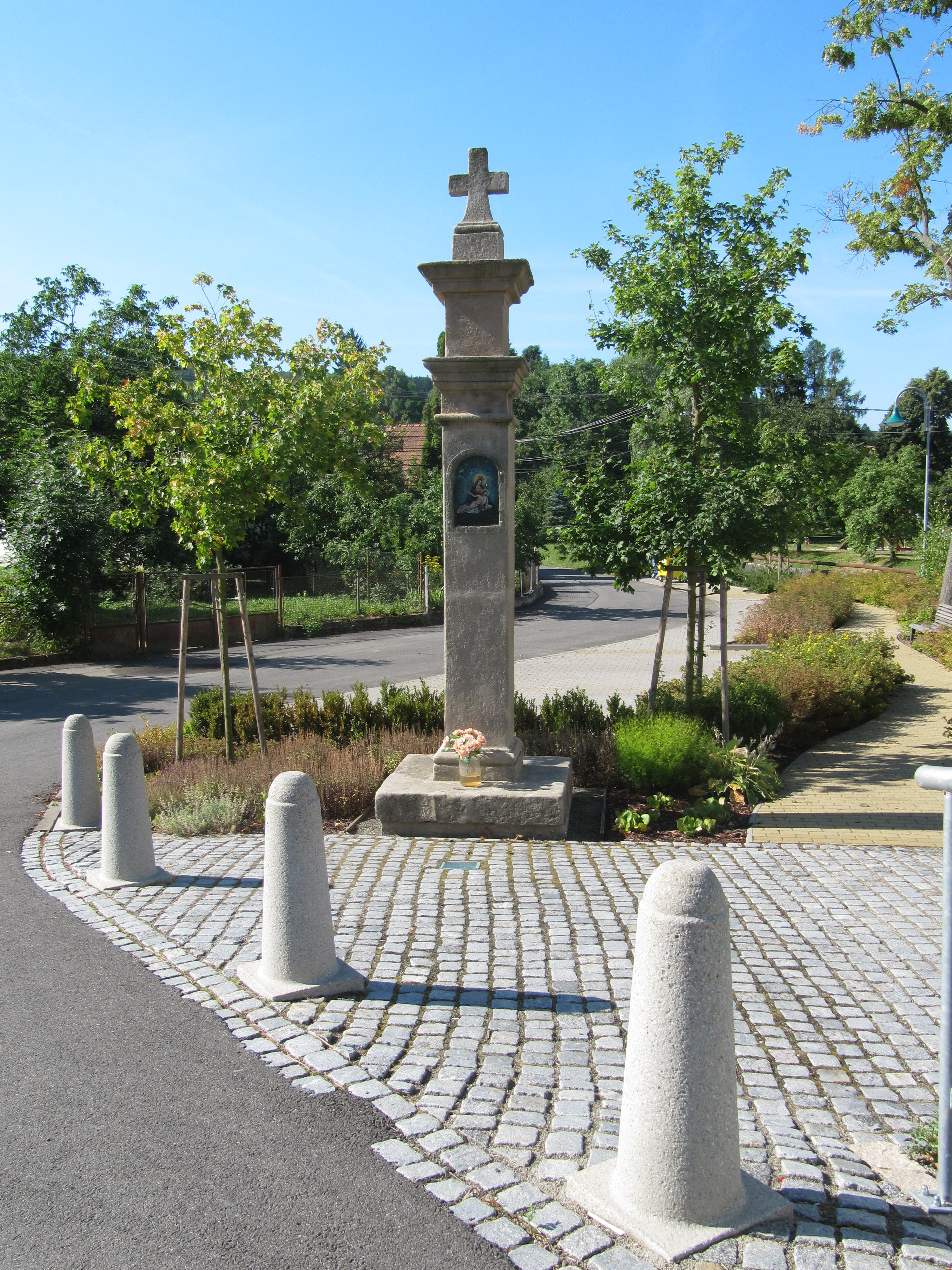
Památkově chráněný kříž
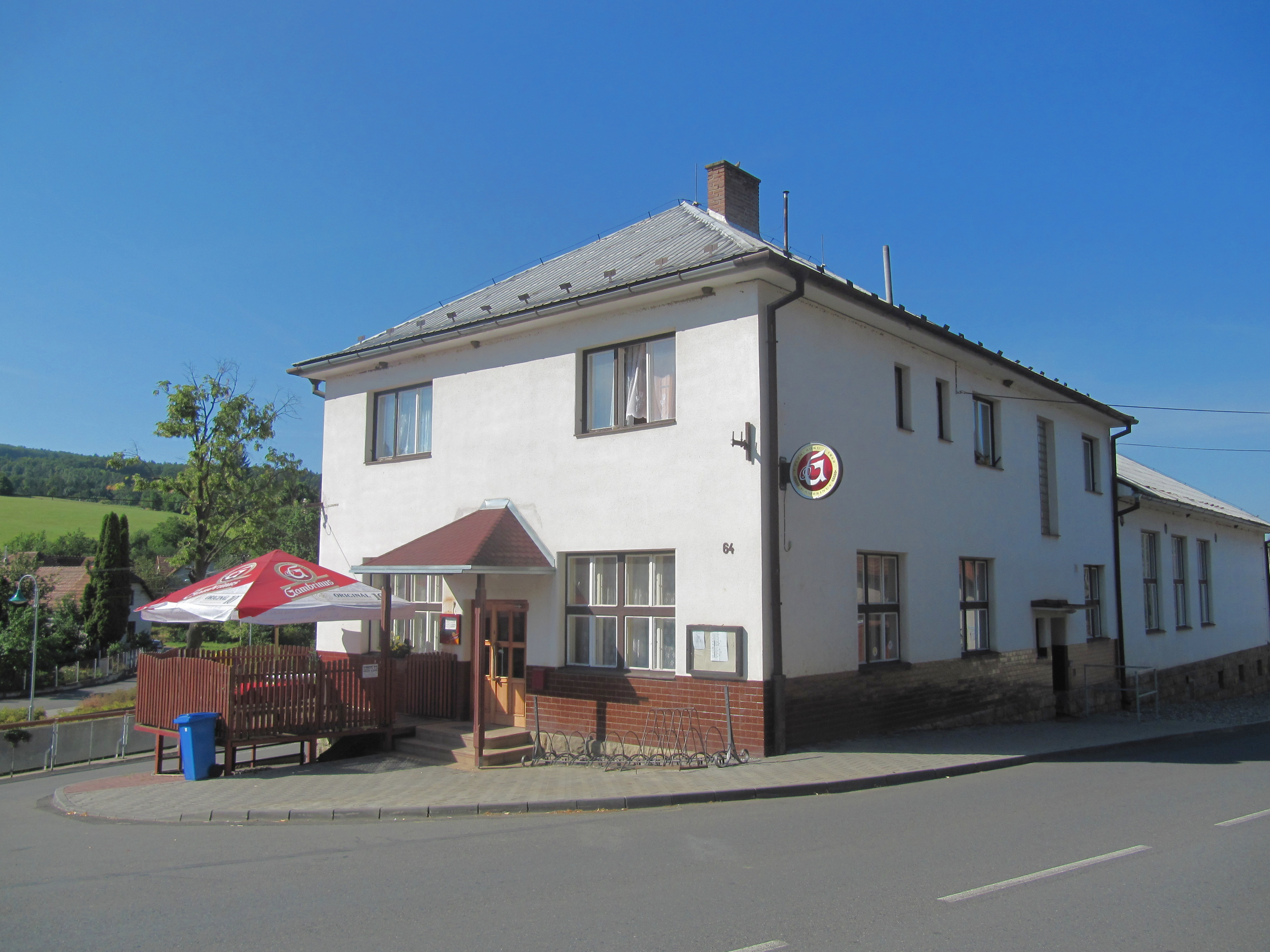
Hospoda
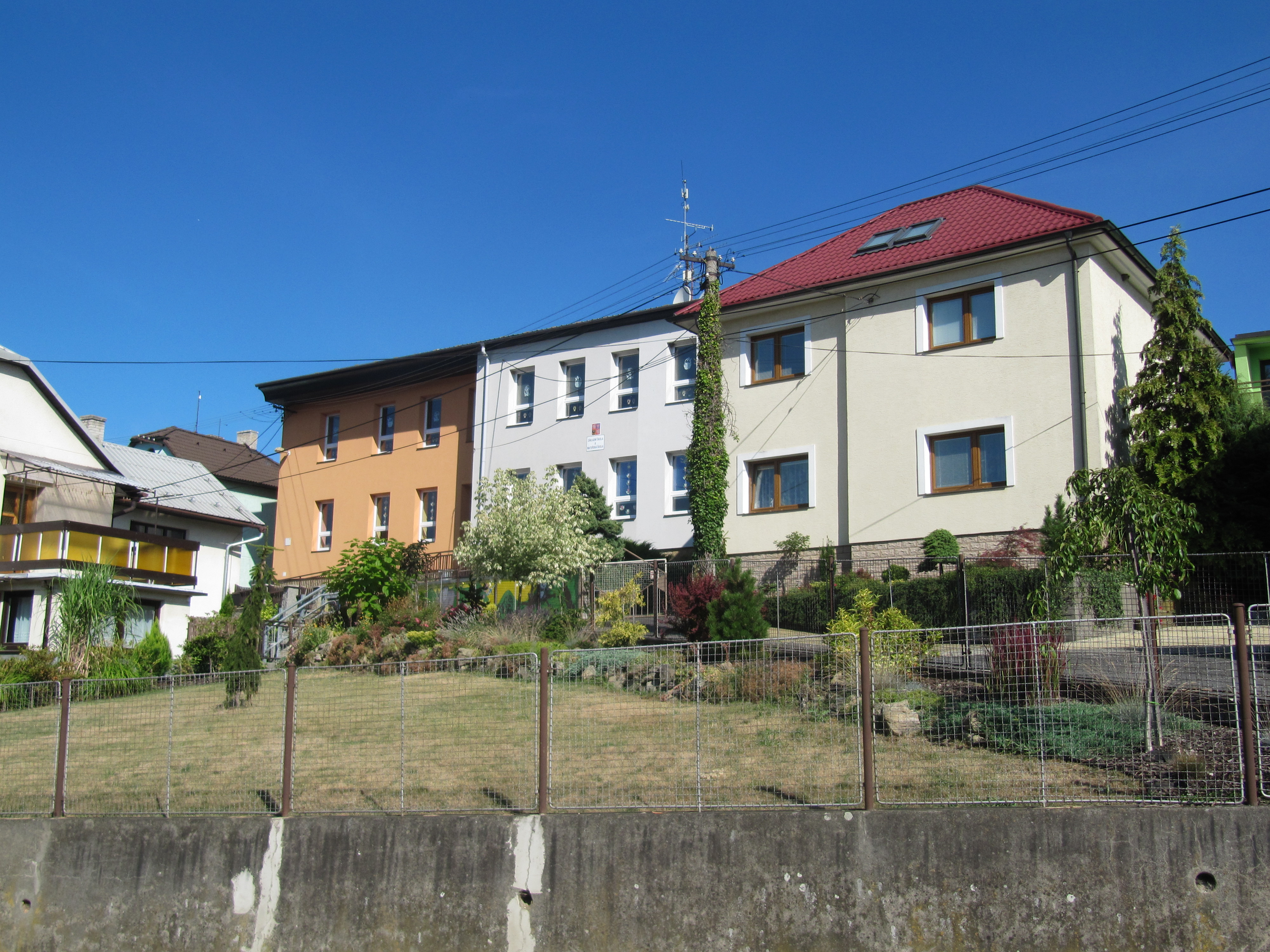
Škola
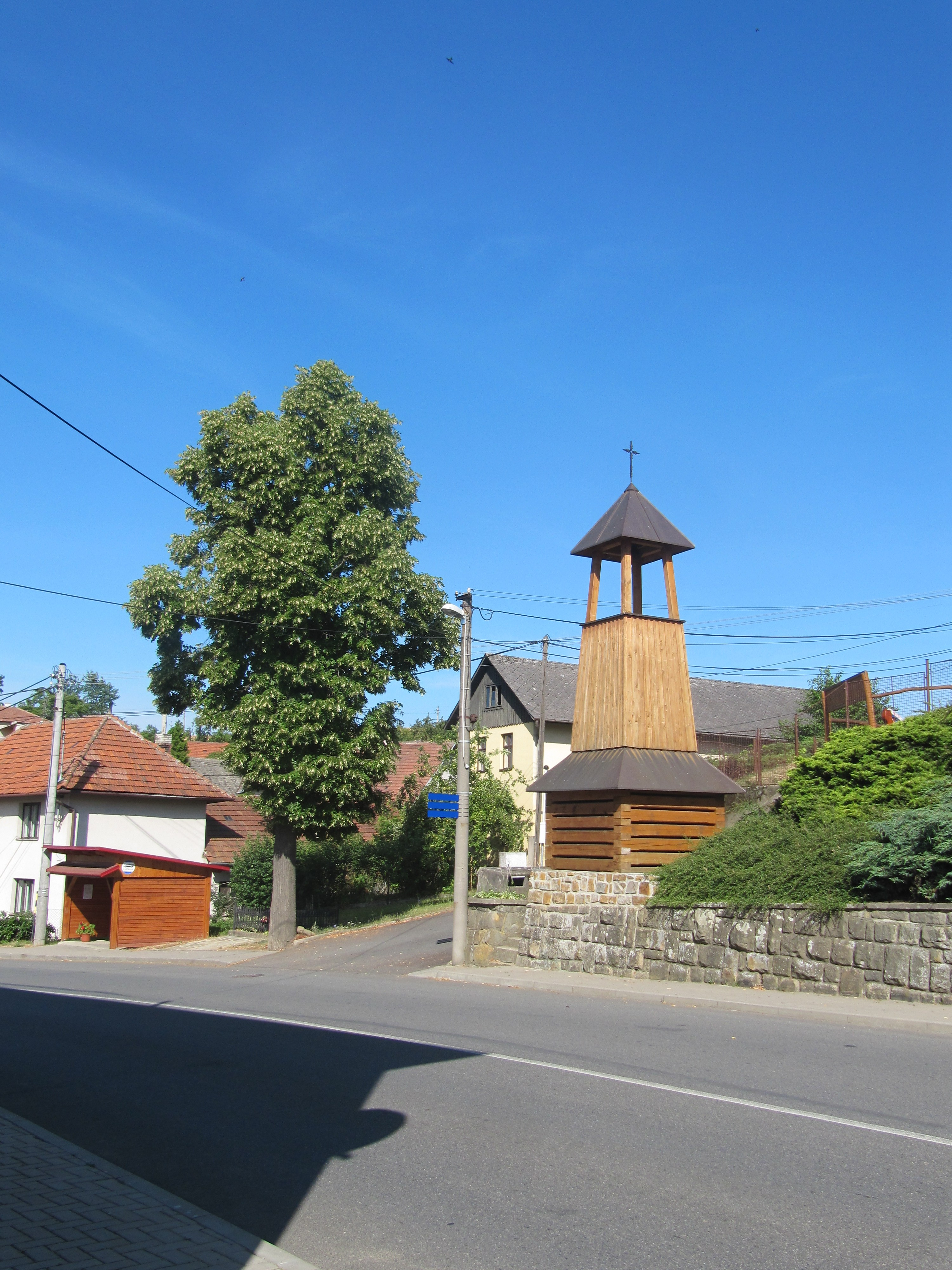
Zvonice
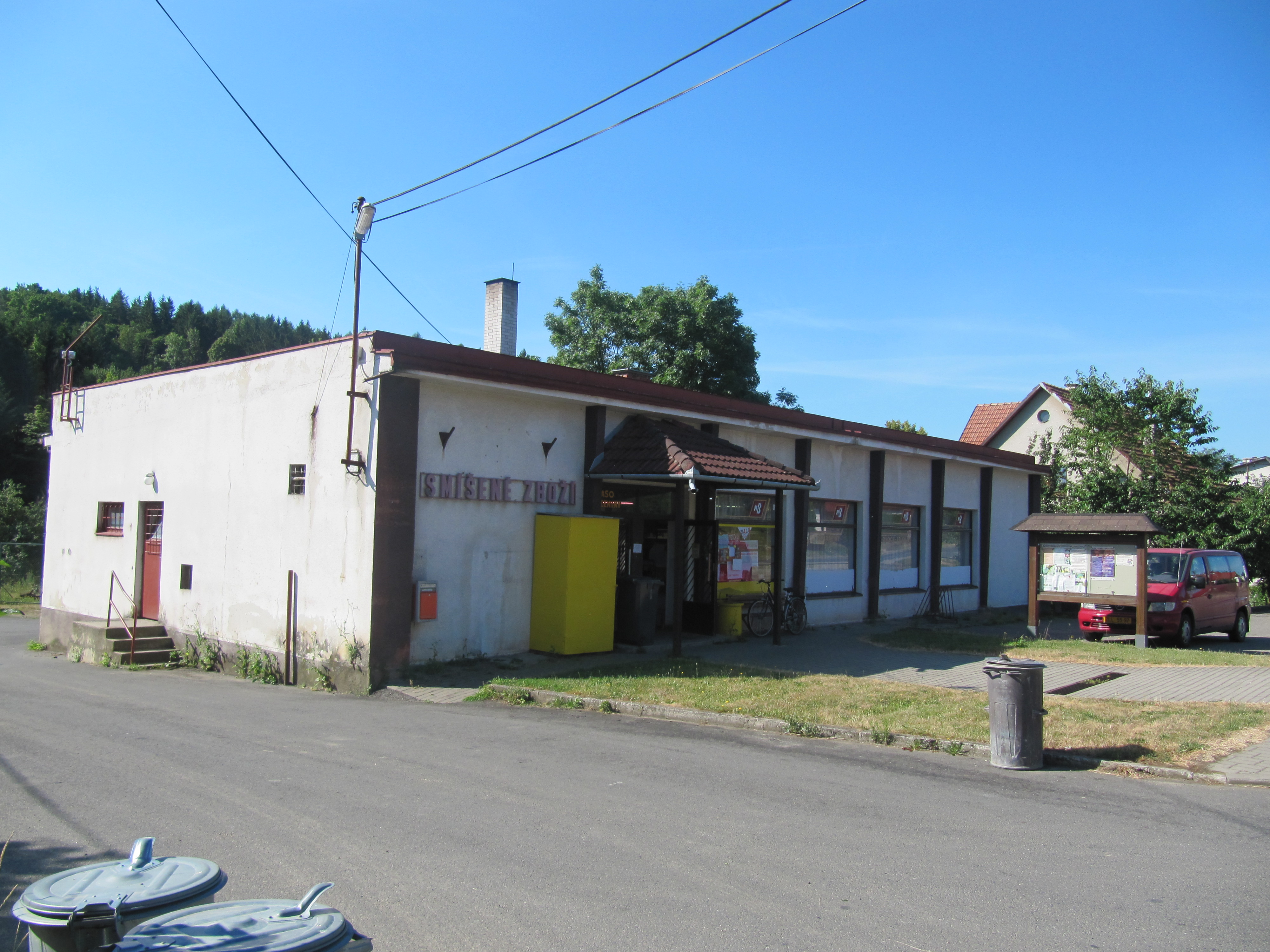
Obchod